# Lope Gutiérrez de Córdoba
Lope Gutiérrez de Córdoba (m. 1409) fue un noble castellano de la Casa de Córdoba e hijo de Martín Alfonso de Córdoba el Bueno, I Señor de Guadalcázar Duernas y Santa Cruz, alcalde mayor perpetuo de Córdoba, caballero de la Orden de la Banda y procurador a Cortes por la ciudad de Córdoba en el año 1390, aunque en 1377 intercambió su señorío de Montilla por el de Guadalcázar con su primo Gonzalo Fernández de Córdoba, primer señor de Aguilar. Contrajo matrimonio con Inés García Oter de Lobos, que era hija de Garcí Fernández Oter de Lobos, señor de Pertusa, Pertusilla y Plana de Argas y alguacil mayor de Toledo, y de Juana de Bahamonde, con quien tuvo seis hijos. Lope Gutiérrez de Córdoba otorgó testamento en la ciudad de Córdoba el día 24 de diciembre de 1409 y fue sepultado junto con su esposa en la capilla mayor del convento de San Francisco de Córdoba.

## Biografía
Hijo de Martín Alfonso de Córdoba, I señor de Montemayor, y de Aldonza López de Haro, al no ser el primogénito, en 1349 recibió como herencia únicamente los heredamientos de Duernas, incluyendo la casa y las salinas. Aunque inicialmente no se alineó con el bando trastamarista durante la guerra civil castellana, terminó apoyándolo y participó en la defensa de Córdoba junto a su hermano Alfonso Fernández de Córdoba, adelantado mayor de la frontera y segundo señor de Montemayor. En 1368, ambos tomaron parte en la batalla del Campo de la Verdad, cuando la ciudad fue sitiada por las fuerzas del rey Pedro I de Castilla y del emir de Granada. Gracias a su implicación en estos acontecimientos, aumentó su patrimonio y consolidó su influencia en el reino de Córdoba, lo que le permitió fundar una nueva casa nobiliaria.
Entre 1369 y 1401, ocupó el cargo de alcalde mayor de Córdoba, pero en 1402 fue apartado de esta función por el corregidor designado por Enrique III. Durante su administración, impulsó la construcción de las murallas de la huerta del Alcázar de Córdoba y del Alcázar Viejo, probablemente en los primeros años de su mandato municipal. Además, fue caballero de la Orden de la Banda y representó a Córdoba en el consejo de regencia durante la minoría de edad de Enrique III.
En 1371, el rey Enrique II le otorgó el señorío de Montilla en forma de mayorazgo, incluyendo sus términos, rentas y jurisdicción. Sin embargo, en agosto de 1375, intercambió esta propiedad con Gonzalo Fernández de Córdoba, señor de Aguilar, obteniendo a cambio varias posesiones, entre ellas una heredad en Guadalcázar, colindante con su cortijo de los Guadalmazanes. Su patrimonio incluía tanto propiedades urbanas (casas y tiendas) como rurales (cortijos y tierras de labor). En 1377, Enrique II le concedió permiso para construir una fortaleza en Guadalcázar y establecer en ella a sesenta vasallos, consolidando así su señorío, al que también quedaría vinculado el lugar de Santa Cruz.
Contrajo matrimonio con Inés Oler de Lobos y Bahamonde. Tuvo varios hijos, y su primogénito, Martín Alfonso de Córdoba Oler, heredó el señorío conforme al mayorazgo instituido en su testamento de 1409.